# Aflac
Aflac Incorporated (American Family Life Assurance Company) ist ein US-amerikanisches Versicherungsunternehmen mit Sitz in Columbus, Georgia. Aflac ist im S&P 500 gelistet und hat einen Börsenwert von 24 Milliarden US-Dollar. Das Unternehmen bietet insbesondere Kranken- und Lebensversicherungen und hat mehr als 40 Millionen Kunden in den Vereinigten Staaten und Japan, wobei 75 % des Umsatzes auf letzteres entfallen. Trotz der Naturkatastrophe in Japan 2011, deren Folgen und der Finanzmarktkrise erhöhte der Versicherer 2012 das 30. Jahr in Folge die Dividende der Aktionäre.

## Geschichte
Das Unternehmen wurde 1955 in Columbus, Georgia durch die drei Brüder John, Paul und Bill Amos gegründet. Anfangs lautete der Name des Unternehmens American Family Life Assurance Company. Erst seit 1990 firmiert das Unternehmen unter Aflac. Ende 2004 verwaltete Aflac ein Vermögen von mehr als 59 Milliarden Dollar.
2005 wurde das Unternehmenslogo geändert, um die in den Vereinigten Staaten bekannte Ente ins Logo zu integrieren. Aflac wurde insbesondere durch seine Werbung im Fernsehen in den Vereinigten Staaten bekannt, in der eine Ente auftrat.

## Aktionärsstruktur
Mit Stand August 2025 waren folgende Hauptaktionäre publiziert:
| Aktionär                      | Anteile | Stand        | Anteile in % | Wert in USD   |
| ----------------------------- | ------- | ------------ | ------------ | ------------- |
| Japan Post Holdings Co., Ltd. | 52.3M   | Jun 30, 2025 | 9,67 %       | 5,196,528,031 |
| Vanguard Group Inc            | 51.35M  | Mar 31, 2025 | 9,50 %       | 5,102,134,044 |
| Blackrock Inc.                | 42.65M  | Mar 31, 2025 | 7,89 %       | 4,237,371,269 |
| State Street Corporation      | 25.05M  | Mar 31, 2025 | 4,63 %       | 2,488,520,994 |
| Wells Fargo & Company         | 15.01M  | Mar 31, 2025 | 2,78 %       | 1,491,265,633 |
| Geode Capital Management, LLC | 12.87M  | Mar 31, 2025 | 2,38 %       | 1,278,515,602 |
| Morgan Stanley                | 8.69M   | Mar 31, 2025 | 1,61 %       | 863,641,993   |
| Northern Trust Corporation    | 7.19M   | Mar 31, 2025 | 1,33 %       | 714,729,074   |
| UBS AM                        | 5.31M   | Mar 31, 2025 | 0,98 %       | 527,371,187   |
| First Trust Advisors LP       | 4.44M   | Mar 31, 2025 | 0,82 %       | 440,909,307   |